# Franchi S.p.A.
Luigi Franchi S.p.A., más conocida como Franchi, es una sociedad anónima italiana especializada en la producción de armas de fuego. Franchi fue fundada en 1868, en la ciudad de Brescia, Italia, Franchi S.p.A., es una empresa filial de Beretta Holding.

## Historia
Franchi fue fundada en 1868 por Luigi Franchi y un grupo de obreros metalúrgicos en la ciudad de Brescia, Italia. En ese momento, los gremios de armeros trabajaban de forma aislada, para preservar sus secretos de producción. Franchi adquirió prestigio como artesano de calidad. Franchi siguió siendo una empresa familiar hasta 1987, cuando fue adquirida por el conglomerado industrial SOCIMI, una corporación con sede en Milán. Tras la quiebra de SOCIMI en 1993, Beretta Holding adquirió a Franchi S.p.A. Franchi ha fabricado la escopeta de combate SPAS-12, y la escopeta semiautomática SPAS-15, así como varias escopetas de corredera y semiautomáticas.